# Hockey sur glace dans la culture populaire
Le hockey sur glace étant un sport majeur en Amérique du Nord, il joue un rôle important dans la culture populaire américaine et canadienne.

## Au cinéma
Plusieurs films célèbres de Hollywood ont pour sujet le hockey.
Ces films incluent La Castagne de George Roy Hill (en anglais : « Slap Shot ») sorti en 1977, Les Petits Champions (en anglais : « The Mighty Ducks») sortit en 1992. Ce dernier a été assez réussi pour engranger deux suites et entraîner la création d’une franchise de la NHL nommée les Mighty Ducks d’Anaheim ou encore Miracle (2004). Les deux premiers sont des comédies fictives ; le dernier est un drame qui est basé sur la véritable histoire de 1980, « Le Miracle sur glace » quand l’équipe américaine a remporté la médaille d’or olympique. On peut également citer : Youngblood, Hockey Night, H.-E Double Hockey Sticks, Mystery, Alaska, Maurice Richard, Le Chandail, Goon et le film de John Wayne en 1937, Idol of the Crowds.
Beaucoup de films moins orientés sur le hockey ont néanmoins impliqué ce sport. Happy Gilmore et Le Feu sur la glace représentent des joueurs de hockey ratés utilisant leur talent pour d’autres sports (le golf et le patinage artistique), alors que Wayne's World contient plusieurs références éminentes au hockey. Jean-Claude Van Damme tient la vedette dans Mort subite (en anglais : « Sudden Death»), film de 1995 qui a été entièrement filmé au Civic Arena de Pittsburgh et qui est censé se dérouler pendant le septième match de la finale de la Coupe Stanley.
Bien que Le sapin a les boules (National Lampoon's Christmas Vacation) ne soit pas un film de hockey, le personnage de Chevy Chase, Clark Griswold, a été célèbre pour porter le chandail des Blackhawks de Chicago avec « Griswold » et les numéros « 00 » pendant plusieurs scènes. Il a aussi joué dans un film original de Disney Channel Go Figure et une comédie romantique Just Friends.
Au Québec, le film Les Boys est un classique de nombreux amateurs de hockey, qui a engendré trois suites. Dans le quatrième, les Boys affrontent des légendes du hockey telles que Guy Lafleur, Pierre Bouchard, Martin Brodeur, Yvon Lambert entre autres.

## À la télévision américaine
Le hockey passe fréquemment à la télévision américaine, particulièrement dans les séries tournées dans les régions les plus froides des États-Unis telles que le Nord-Est.
Un des personnages de Cheers de Eddie LeBec (joué par Jay Thomas) est un gardien de but franco-canadien des Bruins de Boston qui a épousé la régulière de la distribution Carla Tortelli. LeBec a été plus tard écarté de l’équipe et a rejoint un spectacle de glace ; le personnage a finalement été éliminé.
Un épisode mémorable de Seinfeld, « The face Painter », implique les pitreries de Puddy, petit ami peintre d'Elaine et fan enragé des Devils du New Jersey, qui refuse les billets de Jerry pour une partie des Rangers de New York en play-offs.
Dans NYPD Blues, le personnage de Donna Abandando, joué par Gail O'Grady, et amoureuse du détective Greg Medavoy dans la saison 3, est une fan des Rangers de New York qui était sortie précédemment avec un des joueurs. Sa banderole des Rangers était mise en évidence dans son bureau.
Beaucoup d’épisodes de Home Improvement font des références aux Red Wings de Détroit et, dans un épisode, Tim et son voisin Wilson font une partie une hockey gagnée par Wilson.
L’acteur Richard Dean Anderson a laissé transparaître son amour personnel du hockey dans deux de ses personnages : MacGyver et O’Neil dans SG-1.
Dans un épisode des Simpson, « Lisa on Ice », Bart est la vedette de son équipe de hockey pee-wee, les Mighty Pigs, entraînés par le Chef Wiggum. Lisa est finalement forcée de devenir gardienne de but dans une équipe adverse, les Kwik-E-Mart Cougars, entraînée par Apu, pour avoir une meilleure note en éducation physique. Finalement, les deux équipes s’affrontent. Vers la fin de la partie, Bart obtient un tir de pénalité, mais avant de tirer, il pense à tous ses souvenirs avec Lisa. Lisa fait de même, et ils tombent dans les bras l'un de l'autre.
Plus récemment, la série de science-fiction Rescue Me, mettant en vedette Denis Leary, a présenté les parties de hockey comme une partie intégrante de plusieurs épisodes : les membres du Temple de la renommée et anciens Bruins de Boston Cam Neely et Phil Esposito ont des caméos. Le personnage de Leary joue dans une partie opposant le FDNY au NYPD.
Beaucoup d’épisodes de Friends impliquent aussi Joey, Chandler et Ross assistant à des parties des Rangers de New York.
À la fin d’un épisode de Madame est servie, Tony et Angela assistent à une partie de hockey. Angela demande à Tony avec quoi le cercle rouge est fait et Tony indique que c’est avec le sang (clin d'œil humoristique au stéréotype de la violence du hockey).
Dans Scrubs, le Dr Cox porte fréquemment un chandail des Red Wings de Détroit quand il n’est pas à l’hôpital.

## À la télévision canadienne
En raison de la grande popularité du hockey au Canada, il est considéré comme un élément important de la culture. Il est souvent présenté à la télévision et dans des films; comme les séries de CBC Television Hockey : A People’s History et Hockeyville, la téléréalité de Global TV Making The Cut : Last Man Standing, de même que les séries scénarisées de CTV Power Play (1998-2000) et de Showcase Rent-A-Goalie (2006-). Les populaires séries télévisées québécoises Lance et compte (1986 - 2006) a également le hockey sur glace comme thème.

## Musique
Parmi les références les plus célèbres du hockey dans la musique, on peut citer The Hockey Song, par le chanteur folklorique canadien Stompin’ Tom Connors. Warren Zevon est connu pour sa chanson Hit Somebody ! (The Hockey Song) de l’album My Ride’s Here de 2002. Le titre de la chanson est une référence aux combats qui ont tendance à avoir lieu durant les parties et l’histoire de Buddy, un fermier canadien qui est devenu un goon.
Il y a plusieurs autres chansons connues qui ont directement ou indirectement un lien avec les caractéristiques du hockey ou les équipes, comme Zamboni (référence à la machine utilisée pour refaire la glace entre les périodes et les parties) par les Gear Daddies et Time to Go par les Dropkick Murphys, qui se réfère directement au hockey et aux couleurs de l’équipe des Bruins de Boston (noir et or). Le single fut distribué gratuitement à la suite d'un match des Bruins en novembre 2003.
Le groupe canadien The Tragically Hip a chanté plusieurs chansons avec comme référence le hockey, notamment Fifty Mission Cap à propos de l’ancien Maple Leafs de Toronto Bill Barilko et Fireworks. Sa chanson Wheat Kings n'a pas comme sujet le hockey en lui-même, mais Wheat Kings est le nom de l’équipe de hockey de Brandon, au Manitoba. De plus, Heaven Is a Better Place Today est un hommage au joueur de hockey Dan Snyder.
Le nom du groupe rock américain Five for Fighting est une référence à la pénalité du hockey et a été choisi par le chanteur John Ondrasik, qui est un grand amateur de hockey sur glace. Le groupe hardcore de Los Angeles Donnybrook tire son nom d’un terme d’argot désignant un combat entre les joueurs pendant une partie de hockey.
Le nom du groupe hardcore de Boston Slapshot est un terme de hockey désignant un tir frappé, et ils ont pris ce concept pour plusieurs titres d’album comme Sudden Death Overtime (« prolongation en mort subite ») et Greatest Hits, Slashes and Crosschecks (littéralement « meilleures mises en échec, cinglages et charges avec la crosse », jeu de mots sur hits qui signifie normalement « tubes » dans l'industrie musicale).
Le groupe québécois Les Dales Hawerchuk tire son nom du joueur Dale Hawerchuk, qui a joué dans la Ligue nationale de hockey de 1981 à 1997.

## Arts visuels
De nombreux artistes de renom ont capturé le sport du hockey sur glace sur leurs toiles.

## Jeux Vidéo
Beaucoup de jeux ayant pour thème le hockey ont été réalisés, la plupart proposant de disputer la LNH.
La série la plus connue est certainement la série des NHL d’Electronic Arts, initié en 1991 avec EA Hockey et depuis 1993, a proposé une version chaque année.
D'autres séries de jeux ont essayé de concurrencer celle d’EA, telle les NHL Hitz de Midway et les NHL2k de 2K Sports.
Il existe aussi des jeux proposant d’incarner un entraineur ou dirigeant d’une équipe de hockey, tel Hockey Arena, GM Hockey Renaissance ou NHL Eastside Hockey Manager.